# Jean-Jacques Flament
Pour les articles homonymes, voir Flament.
Jean-Jacques Flament (né en 1954 à Dunkerque) est un compositeur français, directeur de l'école de musique de Briançon. On lui doit entre autres Ebersbach Dreams et un nocturne comportant, chose relativement rare, un solo de saxophone baryton. Il est également à l'origine d'un opéra pour enfant L'arbre à miel au pays d’Arménie.